# Bernard Donovan
Bernard Donovan (Harare, 12 maggio 1995) è un calciatore zimbabwese, portiere degli How Mine e della Nazionale zimbabwese.

## Carriera

### Club
Ha sempre giocato nel campionato zimbawese.

### Nazionale
Ha fatto il suo debutto per la nazionale maggiore nel 2014.